# Qimen
Qimen, tidigare romaniserat Kimen, är ett härad i staden Huangshan i provinsen Anhui i östra Kina.
Qimen är en teproducerande region, och det svarta teet som kallas Keemun-te är uppkallat efter Qimen. 
Qimen är indelat i tio köpingar och åtta socknar.
Köpingar (zhen):

- Anling (安凌镇)
- Fufeng (凫峰镇)
- Jinzipai (金字牌镇)
- Likou (历口镇)
- Pingli (平里镇)
- Qishan (祁山镇)
- Shanli (闪里镇)
- Tafang (塔坊镇)
- Xiaolukou (小路口镇)
- Xin'an (新安镇)

Socknar (xiang):

- Baixi (柏溪乡)
- Datan (大坦乡)
- Guxi (古溪乡)
- Luxi (芦溪乡)
- Qihong (祁红乡)
- Rongkou (溶口乡)
- Ruokeng (箬坑乡)
- Zhukou (渚口乡)